# Accesso Portachiavi
Accesso Portachiavi era un software di memorizzazione delle password sviluppato dalla Apple Inc. e incluso in macOS. Esso è stato introdotto con Mac OS 8.6 ed è stato soppiantato dall'app multisistema Password in MacOS Sequoia del 2024. Il software era in grado di memorizzare vari tipi di dati, come le password per i siti web, per i server FTP, per gli account SSH, per le reti Wi-Fi, le immagini di disco criptate, i certificati e le note protette.

## Storia
Keychain inizialmente venne sviluppato per il programma di e-mail PowerTalk. Esso includeva molte caratteristiche, come una gestione cifrata dei dati basata su un sistema di password. Keychain era nato per la gestione delle password dell'utente in modo che questo potesse gestire tutti i certificati con la singola password. Il software memorizzava le password in un file cifrato che, dopo l'inserimento della password dell'utente, veniva decifrato e inviato al programma di posta.
Questo sistema forniva un'elevata sicurezza, dato che l'utente poteva assegnare a ogni corrispondente una parola chiave diversa senza doversi preoccupare di ricordarle, dato che questo era compito di Keychain. Questo livello di sicurezza e semplicità non era comune sui personal computer e, sebbene fosse evidente a molti che Keychain sarebbe dovuto diventare una componente del sistema operativo in modo da fornire questa opportunità a tutti i programmi, esso per lungo tempo rimase una componente di PowerTalk.
Con il ritorno di Steve Jobs, Keychain venne diviso da PowerTalk che, pur avendo molte caratteristiche, era anche affetto da molti bug. Il programma venne incluso in Mac OS 9 e in seguito in Mac OS X.

## Funzionalità
Le password memorizzate possono essere divise per gruppi, rappresentati ognuno da un file: ogni file si chiama Portachiavi. I Portachiavi disponibili sono:
- Login, decodificato al momento del login con la stessa password che l'utente immette (oppure, a scelta, un'altra password);
- iCloud, che contiene tutti i dati memorizzati nel Portachiavi iCloud;
- Sistema, che mostra tutti i vari dati di sistema, come le password delle reti Wi-Fi e i certificati;
- Root di sistema, che mostra tutti i certificati di sistema.

I Portachiavi sono suddivisi a loro volta in categorie, che sono: Password, Note protette, I miei certificati, Chiavi e Certificati.